# Rønnebæk Kirke
Rønnebæk Kirke er sognekirke i Rønnebæk Sogn, beliggende i landsbyen Rønnebæk sydøst for Næstved. Den er opført omkring år 1240.
I 1915 fik kirken selveje, efter at lensmanden på Vordingborg, og senest Holmegaard Gods havde kirken under sig.
Altertavlen er en kopi af Thorvaldsens Kristus med blå baggrund, og kom til kirken omkring 1860. Den originale altertavle i "fuld størrelse" med guld baggrund, ses i Vor Frue Kirke i København. Prædikestolen er i renæssancestil fra 1611.